# Alpha (Michigan)
Alpha é uma vila localizada no estado americano de Michigan, no Condado de Iron.

## Demografia
Segundo o censo americano de 2000, a sua população era de 198 habitantes. 
Em 2006, foi estimada uma população de 182, um decréscimo de 16 (-8.1%).

## Geografia
De acordo com o United States Census Bureau tem uma área de 
2,5 km², dos quais 2,4 km² cobertos por terra e 0,1 km² cobertos por água.

## Localidades na vizinhança
O diagrama seguinte representa as localidades num raio de 24 km ao redor de Alpha. 